# DTA Racing
DTA Racing (siglas de Desarrollo Tecnológico Argentino) es un equipo argentino de automovilismo, fundado por el ingeniero Ulises Armellini y con base en San Nicolás de los Arroyos. El equipo debutó en el Turismo Competición 2000 en 2003 y ha representando a las filiales de Peugeot y Fiat en dicho campeonato (hoy Súper TC 2000).
Además de esto, el equipo tuvo intervenciones en Turismo Nacional y Turismo Carretera. Durante su paso por el Súper TC 2000, tuvo su etapa más exitosa durante su participación como de la filial de Peugeot, conquistando el bicampeonato de pilotos de las temporadas 2014 y 2015, de la mano de Néstor Girolami.

## Historia
Ingresó al TC 2000 en 2003 con Lucas Armellini, primo de Ulises, entre la plantilla de pilotos y con vehículos Chevrolet Astra. En 2017 se fusiona con el equipo Edival Racing. Al año siguiente, debutó con el DTA el joven Agustín Canapino, quien más adelante sería campeón de la categoría. En 2009, su piloto Fabián Yannantuoni terminó segundo en la Copa TC 2000 para pilotos privados, la cual ganaría al año siguiente.
En 2010, la filial nacional de Peugeot volvió al TC 2000 de forma oficial junto a DP-1 Team y en 2011 eligió al DTA Racing como la estructura para el equipo. Previamente, Armellini había negociado con la filial de Citroën, pero nunca se concluyó. Los pilotos en aquella temporada del equipo Peugeot Cobra Team, como se llamó en las primeras temporadas, eran Facundo Ardusso, Juan Cruz Álvarez y Matías Muñoz Marchesi. Al año siguiente, ya con los 408 remplazando los 307, Néstor Girolami tomó el asiento de Álvarez, logrando la primera victoria para Peugeot-DTA en Santa Fe y alcanzando el tercer puesto en el campeonato.
En 2014 y 2015, el equipo contó con Girolami y Canapino como principales pilotos. El primero de ambos ganó tres competencias en cada temporada y se quedó con el campeonato de pilotos, mientras que Peugeot y DTA hicieron lo mismo con los campeonatos de marcas y de equipos. En 2017, Mariano Werner, quien hacía su segunda temporada con el equipo, terminó en el tercer puesto en el campeonato y Peugeot-DTA segundo en marcas y equipos.
Para 2019, Peugeot dejó la categoría y Fiat regresó de la mano de este equipo. Esta marca ya había competido entre 2013 y 2017 y también previamente en TC 2000. Ese año se utilizó el Fiat Tipo y al siguiente este fue cambiado por el Cronos.
Por otro lado, en 2019 y parte de 2020, el DTA atendió el vehículo de Mariano Werner en Turismo Carretera, además de dar asesoramiento a otros pilotos en este campeonato. En 2021 competirá en Turismo Nacional.